# دهستان سامان
سامان، دهستانی است از توابع بخش مرکزی شهرستان سامان در استان چهارمحال و بختیاری ایران است.

## جمعیت
براساس سرشماری سال ۱۳۸۵ جمعیت آن ۹٬۴۰۰ نفر (۲٬۴۵۸ خانوار) بوده‌است.